# Râul Borjug
Râul Borjug este un curs de apă, afluent al râului Someș. 